# Trachelipus ensiculorum
Trachelipus ensiculorum är en kräftdjursart som först beskrevs av Karl Wilhelm Verhoeff 1949A.  Trachelipus ensiculorum ingår i släktet Trachelipus och familjen Trachelipodidae. Inga underarter finns listade i Catalogue of Life.